# Ginemimetofilia e andromimetofilia
La ginandromorfofilia (o ginemimetofilia) e la andromimetofilia sono parafilie che consistono nell'interesse o attrazione sessuale per le persone transessuali.
Considerata la descrizione di parafilia, queste categorie potrebbero quasi definirsi orientamenti sessuali, ognuno caratterizzato per il genere sessuale (maschio, femmina, ermafrodito o ermafrodita, transessuali/transgender) verso cui si prova attrazione, solo nei casi in cui il comportamento è ricorrente, reiterato e persistente nel tempo.

## Ginemimetofilia o ginandromorfofilia
Il termine deriva dalle parole greche γυναικός, gynaikós (donna), μιμητικός, mimitikós (imitativo) e φιλία, philía/filia (amore); si può interpretare come «attrazione per chi imita le donne»: è l'attrazione sessuale verso individui con sesso anatomico maschile che si vestono o si comportano socialmente come donne, vengono sottoposti a trattamento ormonale transitorio oppure hanno completato la riassegnazione del sesso.
Ginandromorfofilia deriva invece dalle parole greche γυναικός, gynaikós (donna), ἀνδρός, andrós (uomo), μορϕή, morfí (forma), φιλία, philía/filia (amore); si può interpretare come «attrazione per uomini dalle sembianze di donna»: è usato come sinonimo di ginemimetofilia.

## Andromimetofilia
Il termine deriva dalle parole greche ἀνδρός, andrós (uomo), μιμητικός, mimitikós (imitativo), φιλία, philía/filia (amore); si può interpretare come «attrazione per chi imita gli uomini»: è l'attrazione sessuale verso soggetti con sesso anatomico femminile che si vestono o si comportano socialmente come uomini, vengono sottoposti a trattamento ormonale transitorio oppure hanno completato la riassegnazione del sesso.